# Billy M. Minter

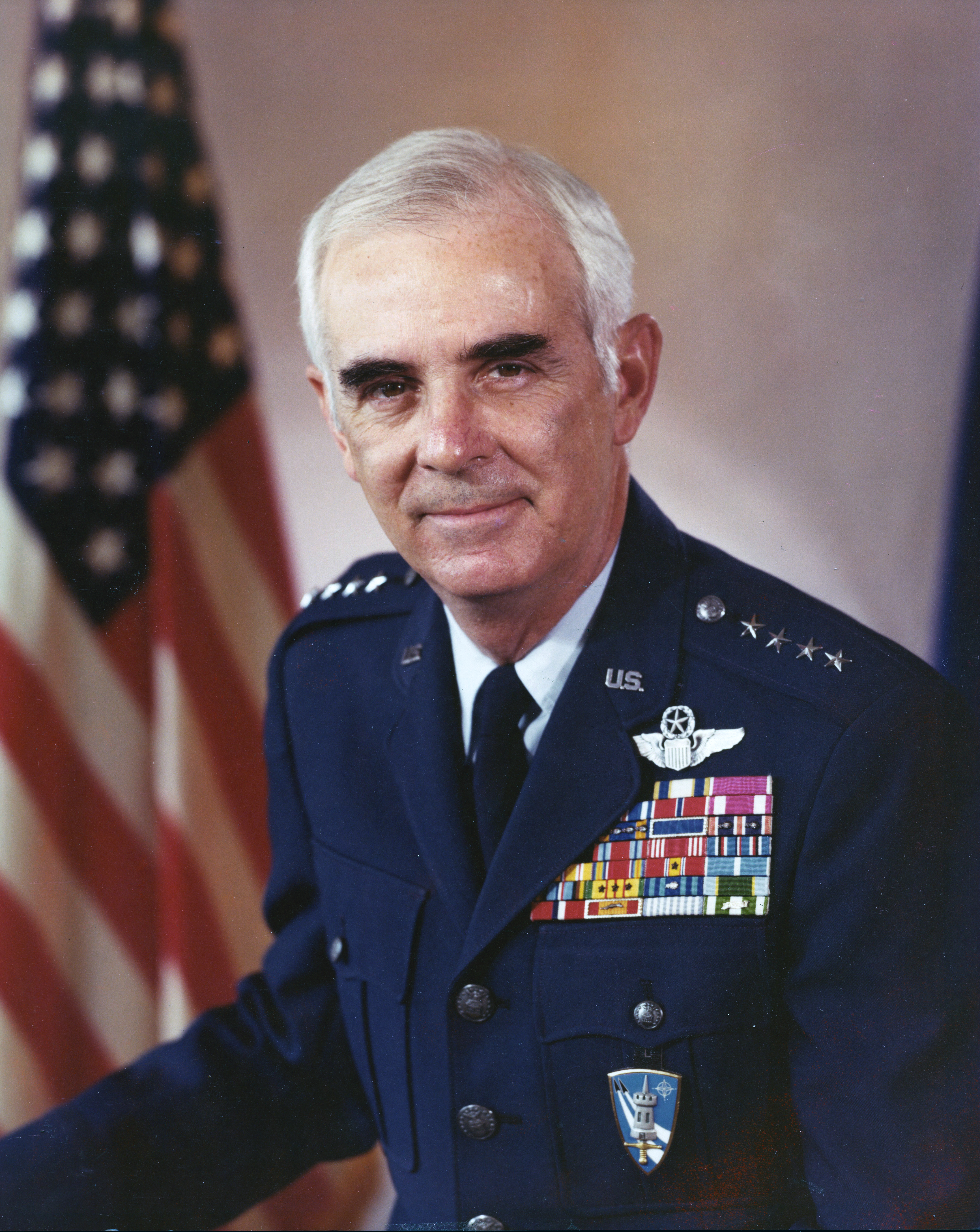
Billy M. Minter

Billy Martin Minter (* 13. Juli 1926 in Oklahoma City, Oklahoma; † 6. Juni 2005 in Bethesda, Montgomery County, Maryland) war ein General der United States Air Force. Er war unter anderem Kommandeur der United States Air Forces in Europe.
Billy Minter besuchte die öffentlichen Schulen seiner Heimat und diente dann als einfacher Soldat während des Zweiten Weltkriegs. Die Quellen sind sich über seine Verwendung während des Kriegs nicht einig. Er wird einmal als Angehöriger der Army Air Forces bezeichnet, an anderer Stelle als Soldat der United States Navy.
Anschließend studierte er an der University of Oklahoma. Im Jahr 1948 trat er der im Jahr zuvor neu gegründeten United States Air Force bei in der er als Kadett eine Offiziersausbildung begann. Dabei wurde er unter anderem auch zum Kampfpiloten ausgebildet. Nach seiner Graduation im September 1949 wurde er als Leutnant in das Offizierskorps der Air Force aufgenommen, in der er dann alle Offiziersränge vom Leutnant bis zum Vier-Sterne-General durchlief.
Im Lauf seiner militärischen Karriere absolvierte Billy Minter verschiedene Kurse und Schulungen. Dazu gehörten unter anderem das Air Command and Staff College auf der Maxwell Air Force Base in Alabama, das Air War College das Teil der Air University ist und ebenfalls auf der Maxwell AF Base in Alabama angesiedelt ist, und der Defense Weapons System Management Course beim Air Force Institute of Technology auf der Wright-Patterson Air Force Base in Ohio.
Zu Beginn seiner militärischen Laufbahn war Minter als Flugausbilder für verschiedene Maschinentypen tätig. Dabei war er an unterschiedlichen Standorten in den Vereinigten Staaten stationiert. Im Jahr 1952 wurde er zur Zeit des Koreakriegs zu der in Japan stationierten 40th Fighter-Interceptor Squadron versetzt. Dort verblieb er drei Jahre lang in denen er mit verschiedenen Flugzeugtypen Militärflüge absolvierte.
Daran schloss sich eine Versetzung zur Kincheloe Air Force Base in Michigan an, wo er der 438. Schwadron (438th Fighter-Interceptor Squadron) angehörte. Nachdem er im Jahr 1961 das Air Command and Staff College absolviert hatte, wurde Billy Minter nach Deutschland zur damaligen Hahn Air Base versetzt. Dort war er drei Jahre lang Pilot bei der 496th Tactical Fighter Squadron. Danach war er Stabsoffizier bei der 86. Luftdivision (86th Air Division), die auf der Ramstein Air Base ansässig war. In den Jahren 1965 bis 1967 war er Stabsoffizier und dann Kommandeur der 71st Fighter Squadron, die auf der Selfridge Air Force Base in Michigan stationiert war. Nach einer zwischenzeitlichen Versetzung zur 94th Fighter Squadron in Kalifornien absolvierte er das Air War College.
Nach einer Weiterbildung an neuen Flugzeugtypen wurde Minter Anfang 1969 nach Thailand versetzt. Wenig später erhielt er das Kommando über die 354. Schwadron (354th Fighter Squadron), mit der er im Vietnamkrieg eingesetzt war, wobei er 106 Kampfeinsatzflüge absolvierte. Im Herbst 1969 kehrte er in die Vereinigten Staaten zurück, wo er bei verschiedenen Einheiten vor allem als Stabsoffizier tätig war. Im Jahr 1971 absolvierte er den Defense Weapons System Management Course. Danach leitete er die System Management Division, die für den Bau des Kampfflugzeugs F-111 Aardvark zuständig war (Chief of the F-111 Aardvark System Management Division).
Im April 1973 wurde Billy Minter Generalinspekteur des Air Force Logistics Commands. Daran schloss sich eine Versetzung nach Stuttgart in Deutschland an. Dort leitete er zwischen Mai 1974 und Juli 1975 eine Unterabteilung der Stabsabteilung J3 für Operationen des United States European Commands. Danach wurde er zur United States Air Forces in Europe auf die Ramstein Air Base versetzt, wo er deren Stabsabteilung G4 für Logistik leitete. Anschließend übte er die gleiche Tätigkeit im Hauptquartier der Air Force in Washington, D.C. aus.
Am 1. Juli 1982 wurde Billy Minter, nunmehr im Rang eines Vier-Sterne-Generals, als Nachfolger von Charles A. Gabriel neuer Kommandeur der United States Air Forces in Europe. Gleichzeitig kommandierte er in Personalunion auch das Allied Air Command. Diese Ämter hatte er bis zum 1. November 1984 inne, als Charles L. Donnelly Jr. seine Nachfolge antrat. Minter schied zum gleichen Zeitpunkt aus dem aktiven Militärdienst aus.
Billy Minter verbrachte einen Teil seines Lebensabends in Warrenton in Virginia und starb am 6. Juni 2005 im National Naval Medical Center in Bethesda. Er wurde auf dem amerikanischen Nationalfriedhof Arlington beigesetzt.

## Orden und Auszeichnungen
Billy Minter erhielt im Lauf seiner militärischen Laufbahn unter anderem folgende Auszeichnungen:
- Air Force Distinguished Service Medal
- Legion of Merit
- Bronze Star Medal
- Distinguished Flying Cross
- Air Medal
- Meritorious Service Medal
- Presidential Unit Citation